# Hyperborea

Weltkarte nach Herodot. Rechts oben sind die Länder der Issedonen und Arimaspen, dahinter im äußersten Nordosten die Hyperboreer.

Hyperborea (altgriechisch Ὑπερβορέα) ist ein sagenhaftes, von den antiken griechischen Geographen und Mythographen weit im Norden lokalisiertes paradiesisches Land. Seinen Bewohnern, den Hyperboreern (Ὑπερβόρε(ι)οι Hyperbore(i)oi), wurde eine besonders enge Verbindung mit dem Gott Apollon und dessen Kult zugeschrieben.
Die antike Etymologie des Namens „jenseits des Nördlichen“ (Boreas war der Gott des Nordwinds) gilt als wissenschaftlich ungesichert. Denkbar ist auch eine Ableitung von nordgriechisch *βόρις *boris „Berg“, was einen Wohnsitz „jenseits der Berge“ anzeigen würde.
Im 19. und 20. Jahrhundert wurde der Mythos von Hyperborea von Okkultisten und rechtsextremen Esoterikern rezipiert.

## Hyperborea in der Mythologie
Phaeton, der Sohn des Helios, soll dort in den nahen Eridanos gestürzt sein. Seine Schwestern, die Heliaden, seien am Ufer des Eridanos in Schwarzpappeln und ihre Tränen in Bernstein verwandelt worden. Außer den Heliaden trauerten auch zahlreiche Schwäne um den gestürzten Jüngling und ihr Trauergesang brachte die Nachricht von dem tragischen Fall in alle Lande. Hier klingt auch die Sage von Kyknos an, dem am Ufer des Eridanos um den gestürzten Phaeton trauernden Freund, der von Apollon aus Mitleid in einen Schwan verwandelt wird. Hier ist auch die mythologische Wurzel des sprichwörtlichen Schwanengesangs.
Hyperborea galt in der antiken Mythologie wie sein südliches Gegenstück, das Land der Aithiopier, als paradiesischer Ort mit besonders günstigem Klima und einer besonderen Nähe zu den Göttern. Pindar (ca. 522–446 v. Chr.) beschreibt die Hyperboreer als ein gesegnetes Volk, das weder Alter noch Krankheit kennt und sich mit Tanz, Gesang, Flöte und Leier ganz dem Dienst der Musen hingibt. Allerdings sei es „weder zu Schiff noch zu Fuß“ möglich, dorthin zu gelangen, nur Göttern und Heroen gelinge die Reise. Zu diesen gehört auch Perseus, der nach einer Ode Pindars an den Festen der Hyperboreer teilnahm, bei dem sie dem Apollon Hekatomben von Eseln opferten, ein sonst ganz ungewöhnliches Opfertier. Allerdings scheint das Opfern von Eseln für Apollon nur in Hyperborea erwünscht gewesen zu sein. Ein Besucher Hyperboreas aus Babylon, der, in die Heimat zurückgekehrt, dem Apollon ebenfalls Esel opfern wollte, wurde von diesem mit dem Tod bedroht. Der Dichter Bakchylides (520/516–451 v. Chr.) berichtet, dass Apollo den frommen König Krösus, der sich nach der Eroberung der Stadt Sardes das Leben nehmen wollte, vom Scheiterhaufen nach Hyperborea versetzte.
Der Garten der Hesperiden mit den goldenen Äpfeln soll sich nach der Bibliotheke des Apollodor (1. Jahrhundert n. Chr.) in Hyperborea befunden haben und auch Atlas soll dort, in der Nähe des nördlichen Poles, das Himmelsgewölbe getragen haben. Auf der Suche nach den Äpfeln kam Herakles dorthin und überlistete Atlas, ihm drei der Äpfel zu bringen. Von dort brachte Herakles jene Ölbäume nach Olympia, aus deren Zweigen die Preiskränze der Sieger bei den Olympischen Spielen gewunden wurden.
Der hellenistische Autor Hekataios von Abdera (um 300 v. Chr.) nutzte den Mythos von Hyperborea, um in seinem Roman Peri Hyperboreion (Περί Ὑπερβορείων) ein utopisches Modell zu entwerfen. Der Text ist verloren, doch aus verschiedenen Fragmenten lässt sich rekonstruieren, dass Hekataios eine fiktive Reise vom Kaspischen Meer in den Okeanos und weiter auf die hyperboreische Insel Helixoia beschrieb, die nördlich des Keltenlandes liegen soll. Das Klima erlaube zwei Ernten im Jahr. Ihre Herrscher und oberste Opferpriester der Hyperboreer seien die Boreaden, riesenhafte Kinder des Boreas. Zum Apollonfest kämen von dem Riphäengebirge Schwärme von Schwänen und stimmten in die Hymnen der menschlichen Sänger ein. Dieser Teil wird in den Tiergeschichten des Claudius Aelianus (1./2. Jahrhundert n. Chr.) referiert.

## Hyperborea und die Kulte von Delos und Delphi
Am ausführlichsten berichtet Herodot (490/480–424 v. Chr.) von den Hyperboreern. Er beginnt damit, dass es eigentlich keinerlei zuverlässige Auskunft über die Lage des Landes gebe, dass aber das Heiligtum des Apollon in Delos regelmäßig in Weizenstroh gewickelte Weihegeschenke aus dem Land Hyperborea erhalte. Diese Geschenke machten einen weiten Weg, wobei sie von Volk zu Volk weitergereicht würden: von den Hyperboreern zu den Skythen, von dort weiter bis zur Adria, dann zu den Dodonern, quer durch Griechenland nach Euböa und von dort nach Delos.

Bei der erstmaligen Sendung von Weihegeschenken seien diese allerdings nicht von Volk zu Volk gereicht worden, sondern Hyperoche (Ὑπερόχη) und Laodike (Λαοδίκη), zwei Jungfrauen aus Hyperborea in Begleitung von fünf Männern (deren Nachkommen Perpherees, Amallophoroi oder Ulophoroi genannt wurden) hätten die Geschenke gebracht. Die Überbringer seien in Delos hoch geehrt worden und dort verstorben. Bis in Herodots Zeit hätten die delischen Jünglinge und Jungfrauen Hyperoche und Laodike geehrt, indem sie eine abgeschnittene Haarlocke auf deren Grab niederlegten. Als aber von der Gesandtschaft niemand ins Land der Hyperboreer heimkehrte, seien diese dazu übergangen, wie beschrieben ihre Geschenke durch vermittelnde Völker nach Delos zu senden. Nach Kallimachos handelte es sich nicht um in Weizenstroh gewickelte Weihgeschenke, sondern um Garben von den Erstlingen des Getreides.
Vor diesen sieben Sendboten seien aber schon zwei andere Jungfrauen aus Hyperborea namens Arge (Ἄργη) und Opis nach Delos gekommen. Diese hätten aber nicht Weihegeschenke, sondern die Götter selbst nach Delos gebracht, denn sie seien in Begleitung von Apollon und Artemis-Eileithyia nach Delos gekommen und von dort habe sich der Kult dieser Götter über die Inseln und ganz Ionien verbreitet. Die Asche aus den Schenkelstücken des Opfers habe man auf ihr neben dem Artemision gelegenes Grab gestreut.
Die beiden Gräber werden von Herodot unterschieden: das Grab (σῆμα „Wahrzeichen“, „Grabmal“ bei Herodot) von Hyperoche und Laodike liegt ihm zufolge linkerhand innerhalb des Heiligtums der Artemis, das Grab von Opis und Arge (θήκη „Aufbewahrungsort“, „Behälter“ bei Herodot) liegt hinter dem Tempel der Artemis. Zwei der angegebenen Lage entsprechende bronzezeitliche Gräber wurden auf Delos gefunden. Es handelt sich um Tholoi, die Entsprechungen zu minoischen Gräbern aus den Periode Frühminoisch III / Mittelminoisch I aufweisen. Diese Gräber sind insofern bemerkenswert, als es die einzigen auf Delos gefundenen Gräber sind. Bekanntlich wurde 425/426 v. Chr. Delos „gereinigt“: alle Gräber auf Delos wurden geöffnet, die Gebeine zu der benachbarten Insel Rheneia gebracht und fortan durfte niemand mehr auf Delos sterben oder geboren werden. Dass man bei diesen beiden Gräbern eine Ausnahme machte, weist darauf hin, dass es sich nicht um einfache Gräber, sondern um die Heroa der kultisch verehrten hyperboreeischen Jungfrauen handeln könnte. Dementsprechend werden sie auch in der Literatur bezeichnet.
Insbesondere Opis scheint mit Artemis eng verbunden, da Opis auch ein Beiname der Artemis war. Die Einführung des Kultes von Opis und Arge war nach Herodot Gegenstand der Hymnen des legendären Dichters Olen. Olen erscheint in ganz ähnlicher Rolle auch in einem Bericht des Pausanias (115–180 n. Chr.) über die Etablierung des Orakels des Apollon in Delphi. Er erwähnt nämlich eine delphische Hymnendichterin namens Boio und zitiert einen ihrer Hymnen, in dem die Gründung des Orakels den Hyperboreern, unter ihnen zwei namens Pagasos und Agyieos, zugeschrieben wird. Der erste Priester des Apollon in Delphi sei dann Olen gewesen, der auch als erster Orakelsprüche in Form von Hexametern gegeben habe und damit der Vorläufer der Pythia gewesen sei. Pausanias schränkt ein, dass die Tradition von Priesterinnen des Apollon in Delphi weiß.
Bei Kallimachos von Kyrene (ca. 303 – 245 v. Chr.) erscheinen neben Opis die Namen Loxo und Hekaerge; alle drei werden als Töchter des Boreas bezeichnet.
Aus den Legenden, die sich um den Sieg der Griechen über die keltischen Invasoren unter Brennus 279 v. Chr. bei Delphi ranken, berichtet Pausanias weiter, dass sich die Geistergestalten sagenhafter Krieger unter die Verteidiger gemischt hätten, darunter neben dem in Delphi bestatteten Neoptolemos, Sohn des Achilleus, die Hyperboreer Hyperochos (Ὑπέροχος) und Amadokos (Ἀμάδοκος).
Da die heiligen Ölbäume in Olympia auch aus Hyperborea stammten, sind somit mit Delos, Delphi und Olympia drei der bedeutendsten religiösen Zentren im antiken Griechenland durch Mythen mit Hyperborea verknüpft.

## Hyperborea in der antiken Geographie

### Herodot
Herodot erwähnt, dass der Dichter Aristeas in seinem nicht überlieferten Gedicht Arimaspeia (Ἀριμάσπεια) erzählt habe, dass hinter dem von ihm besuchten Land der Issidonen das Land der Arimaspen liege, hinter diesen das Land der Gold bewachenden Greife und dahinter das Land der Hyperboreer, und dass all diese Völker beständig Krieg miteinander führten, außer den Hyperboreern. Schließlich führt Herodot noch an, dass der Prophet Abaris angeblich aus Hyperborea stamme. Dies alles referiert Herodot mit ausgeprägter Skepsis und einigem Spott.

### Strabon
Noch dezidierter als Herodot bestreitet Strabon (63 v. Chr.–23. n. Chr.) die Existenz Hyperboreas, der Riphäen und ähnlicher sagenhafter Gegenden. Er meint, dergleichen Lügengeschichten, wie sie etwa Pytheas von Massilia (ca. 380–310 v. Chr.) verbreitet habe, würden nur aufgrund mangelnder geographischer Kenntnisse über die betreffenden Gegenden (hier die Länder jenseits der Skythen) überhaupt zur Kenntnis genommen.

### Pomponius Mela
Nach Pomponius Mela (1. Jahrhundert n. Chr.) lebten die Hyperboreer jenseits der Küste des Kaspischen Meeres, wo die Komaren, Massageten, Kadusier, Hyrkanier und Hiberer ansässig waren. Sie seien so langlebig, dass sie ihrem Leben freiwillig ein Ende setzten. Tag und Nacht dauerten bei ihnen jeweils ein halbes Jahr.

### Diodor
In eine ganz andere Richtung weist, was Diodor (1. Jahrhundert v. Chr.), der sich auf die Schrift „Über die Hyperboreer“ des Hekataios von Abdera stützt, zu berichten weiß. Demnach hätte die Hyperboreer eine im Norden gelegene Insel bewohnt, auf der Leto, die Mutter Apollons, geboren worden sei. Apollon werde in Hyperborea mehr als alle anderen Götter verehrt. Zudem befindet sich dort ein heiliger Bezirk und ein gewaltiger, kreisförmiger Tempel Apollons. Nahebei sei eine dem Gott geweihte Stadt. Die Mehrheit der Bewohner seien Kitharaspieler, die beständig ihr Instrument spielten und dazu Hymnen auf Apollon sängen.
Weiter berichtet Diodor von den bereits bei Herodot erwähnten, aus mythischer Zeit bestehenden Verbindungen zwischen den Hyperboreern und den Griechen. Er gibt an, dass Abaris aus Hyperborea zu den Griechen gekommen sei und dass umgekehrt Griechen Hyperborea besucht und dort Weihegeschenke mit griechischen Inschriften hinterlassen hätten.
Schließlich berichtet Diodor noch, dass Apollon alle 19 Jahre die Insel besuche, da dann die Sterne wieder am gleichen Ort stünden. Er ergänzt diese vage Angabe durch eine Bezugnahme auf den nach dem griechischen Astronomen Meton benannten Metonischen Zyklus – nach 19 Sonnenjahren sind fast genau 235 Mondmonate vergangen, so dass sich auf Sonnenjahren und Mondmonaten basierende Kalenderzählungen nach Ablauf dieses Zyklus wieder synchronisieren. Der Gott tanze dann zur Herbsttagundnachtgleiche bis zum Aufgang der Plejaden (ungefähr Mitternacht) und spiele die Kithara.

### Plinius
Wesentlich weniger skeptisch als Herodot oder Strabon zeigt sich Plinius der Ältere (23/24–79 n. Chr.). Ihm zufolge siedelten jenseits des Flusses Tanais (des Don) und des Maiotis-Sees (des Asowschen Meeres) die Arimaspen. Danach komme man zu dem schon bekannten Riphäengebirge, hinter dem eine Pterophoros („Feder-tragend“) genannte Region äußerster Ungemütlichkeit zu durchqueren sei, denn dort sei es auf immer dunkel und kalt und beständig falle Schnee in großen, federartigen Flocken (daher der Name). Dahinter endlich finde sich das Land Hyperborea.
Dort sei die Achse, auf der sich das Firmament drehe. Die Menschen dort würden fabelhaft alt, man kenne keine Sorge und keinen Streit, das milde Klima mache Häuser unnötig, man lebe in Wald und Wiese und sterbe nur dann, wenn man sich alt und lebenssatt nach einem Bankett mit Freunden von einem bestimmten Felsen stürze. Dort gehe die Sonne nur einmal im Jahre auf, und zwar zu Mittsommer, und gehe zu Mittwinter unter, nicht etwa – Plinius betont das – wie einige Ignoranten behaupten, zur Frühlings- bzw. Herbsttagundnachtgleiche. Es werde gesagt, dass man dort am Morgen säe, zu Mittag das Korn, zu Abend die Baumfrüchte ernte und die Nacht in Höhlen verbringe. An der Existenz Hyperboreas lässt er keinen Zweifel, da schließlich mehrfach belegt sei, dass die Hyperboreer alljährlich Opfergaben nach Delphi und Delos sendeten.

## Moderne Rezeption

### Symbol für den hohen Norden

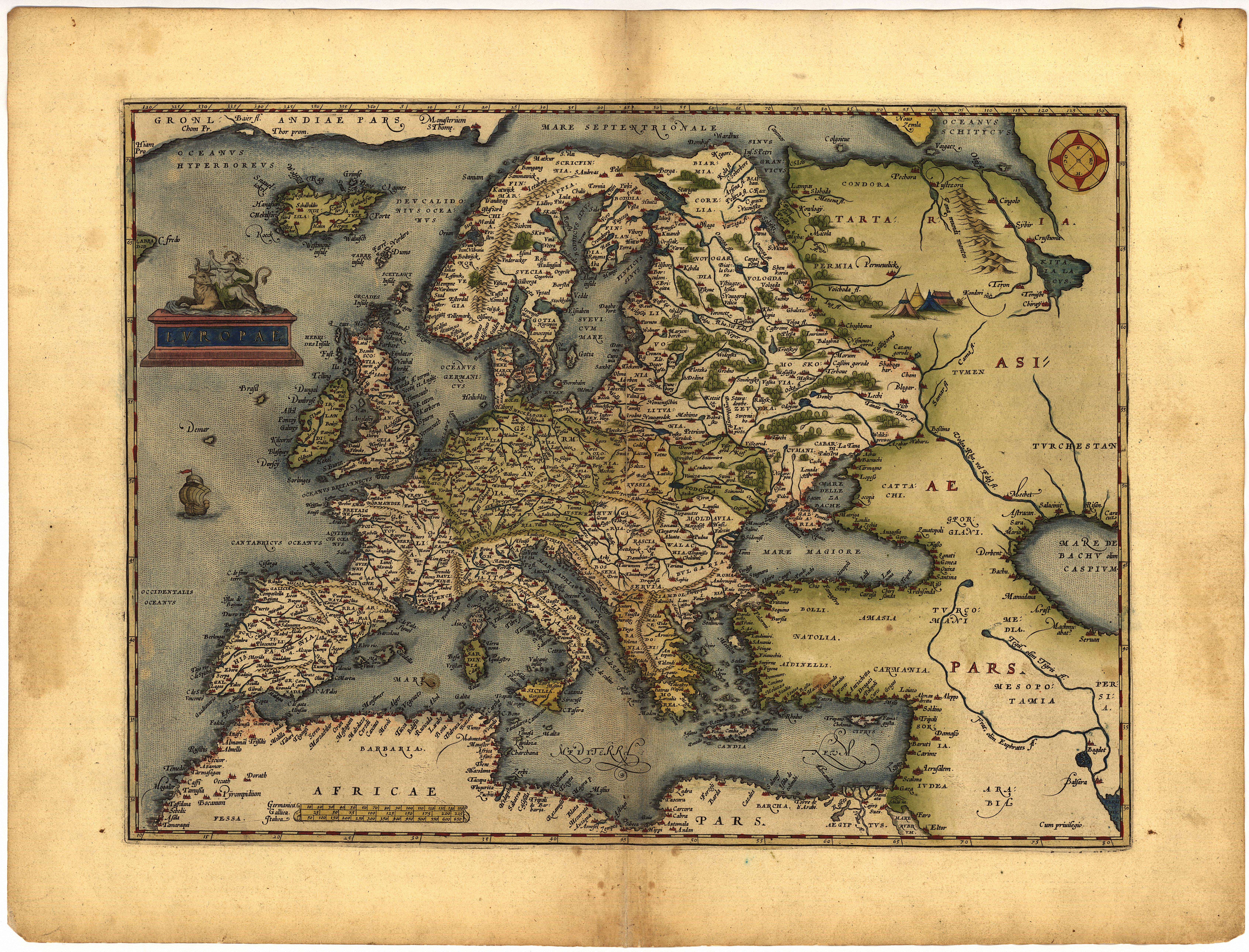
Ortelius‘ Karte von 1572 mit dem „Oceanus Hyperboreus“ im äußersten Nordwesten

In der Neuzeit wurde Hyperborea lange lediglich als Symbol für den hohen Norden verwendet. Der flämische Kartograph Abraham Ortelius (1527–1598) bezeichnete auf seiner Karte Europas 1572 den Nordatlantik zwischen Island und Grönland als „Oceanus Hyperboreus“.

### Lokalisierungsversuche
Obwohl Diodors Schilderung sich auf den Roman des Hekataios stützt, also einen fiktionalen Text, wurde sie zur Grundlage von verschiedenen Versuchen, das Land Hyperborea in der realen Welt zu lokalisieren. Dabei wurde es wiederholt mit Britannien identifiziert, der in den Quellen erwähnte runde Tempel der Hyperboreer sei der megalithische Steinkreis von Stonehenge. Wann diese Vermutung erstmals geäußert wurde, ist schwer zu bestimmen. Zu den Vertretern der These gehörte der deutsche Prähistoriker Carl Schuchhardt (1859–1943) und vor ihm der Geograph Wilhelm Sieglin (1855–1935).
Ab den 1960ern interpretierten Gerald Hawkins  (1928–2003) und Alexander Thom (1894–1985) Stonehenge als archäoastronomisches Instrument. Man versuchte dabei auch, eine Verbindung zwischen den 56 sogenannten Aubrey-Löchern von Stonehenge und dem Metonischen Zyklus zu etablieren, was in Zusammenhang mit den Aussagen Diodors als bemerkenswert gelten kann. 1975 nahm auch der Althistoriker und Altorientalist Emil Forrer (1894–1986) an, die Britischen Inseln seien das Land der Hyperboreer gewesen. Diese Theorien sind nach wie vor umstritten.
Aufgrund der offenbar vorliegenden Schilderung einer Polarnacht bei Plinius, wie sie auch von Pytheas beschrieben wurde, meinte man, Hyperborea mit dem von Pytheas besuchten Thule identifizieren zu können, dessen Lage allerdings ebenfalls mehr als unklar ist. Skandinavien wurde so ebenfalls zu möglichen Lokalisierungen Hyperboreas.
Ende der 1940er Jahre lokalisierte der deutsche Atlantis-Forscher Jürgen Spanuth (1907–1998) Hyperborea auf der Kimbrischen Halbinsel und verortete deren südlichen Teil im Gebiet des heutigen Friesland. Dabei argumentierte er mit der Aussage altgriechischer Schriftsteller, das Hyperboreerland sei das einzige Land, in welchem Bernstein gewonnen werde. Das in den Klassikern beschriebene Zentralheiligtum des „Hyperboreischen Apollon“ machte er auf dem Stollberg bei Bordelum aus.
Der niederländische Sprachwissenschaftler Albert Joris van Windekens (1915–1989) vertrat in den 1950er Jahren die These, die Hyperboreer seien eine primitive Kulturgemeinschaft gewesen, die im makedonisch-thrakischen Raum gelebt habe und in archaischer und klassischer Zeit zu einem mythischen Volk des Nordens umgedeutet worden sei.

### Okkultismus
Die Legende eines kulturtragenden Volkes im äußersten Norden wird seit dem 19. Jahrhundert von Okkultisten propagiert. Der französische Martinist Antoine Fabre d’Olivet (1768–1825) behauptete, es gebe vier Menschenrassen: Eine schwarze in Afrika, eine rote in Amerika, eine gelbe in Asien und eine weiße in Europa und Indien, die von den Hyperboreern abstamme. Diese hätten ursprünglich um den Nordpol herum gesiedelt, der deswegen auch als „Wiege der Menschheit“ gelte. Dabei stützte er sich unter anderem auf den schwedischen Polyhistor Olof Rudbeck, der im 17. Jahrhundert glaubte Atlantis in Schweden lokalisieren zu können.
Fabre d’Olivets Spekulationen verbanden sich in der Folgezeit mit der ursprünglich sprachwissenschaftlichen These von Ariern, einer angeblich hochentwickelten Rasse, als deren Urheimat häufig Hyperborea angesehen wurde. Diese These wurde von der russischen Theosophin Helena Blavatsky (1831–1891) weiterentwickelt, die lehrte, die Arier seien die fünfte Wurzelrasse der Menschheit, die Hyperboreer dagegen die zweite: riesige, halbmenschliche Ungeheuer mit geringem Verstand, die sich vor unvordenklicher Zeit durch Knospung fortgepflanzt hätten. Sie seien in einer sintflutartigen Naturkatastrophe untergegangen. Blavatskys etwas dürre Angaben zu Hyperborea wurden nach ihrem Tod von Theosophen wie Annie Besant (1847–1933) und William Scott-Elliot (gestorben 1930) ausgeschmückt: Danach sollen die Hyperboreer, weil sie nur einen Ätherleib besessen hätten, ausschließlich „geübten Okkultisten“ sichtbar gewesen sein. Ähnliche Erkenntnisse, die er auf übersinnlichem Wege gewonnen haben will, verbreitete der Gründer der Anthroposophie Rudolf Steiner (1861–1925) zu Beginn des 20. Jahrhunderts.
Der italienische Rechtsesoteriker Julius Evola (1898–1974) behauptete, in einem Goldenen Zeitalter hätten in der Polregion gottgleiche Nordmänner geherrscht. Von dort seien sie durch eine kosmische Katastrophe vertrieben worden und hätten ihren heroisch-maskulinen Initiationskult, in dessen Mittelpunkt die Sonnenverehrung gestanden hätte, über die ganze Erde verbreitet. Dabei seien sie in Konflikt mit der matriarchalen Kultur der Südvölker geraten, die den Mond und die Erde verehrt hätten. Diese Legende einer hyperboreischen Abstammung der (europäischen) Menschheit verknüpft Evola mit dem angeblich gleichfalls hyperboreischen Heiligen Gral, der für ihn das Symbol einer Wiedererrichtung eines Gottkönigtums in Europa ist.
Der französische Prä-Astronautiker Robert Charroux (1909–1978) beschreibt in seinem Livre des secrets trahis (1964) die Hyperboreer als kulturbringende Außerirdische von der Venus und stellt ihnen als Feinde die Hebräer gegenüber. Der chilenische Antisemit Miguel Serrano (1917–2009) verknüpft diese Geschichte mit der Theorie der hohlen Erde: Die Hyperboreer hätten sich zum Schutz vor den verheerenden Folgen einer Polumkehr ins hohle Innere der Erde zurückgezogen. Außerdem zieht er sie zur Deutung von 1 Mos 6,4  heran, wonach rebellierende „Gottessöhne“ mit Menschenfrauen Riesen (Nephilim) gezeugt haben sollen, was die Verunreinigung des Blutes, somit auch das Ende der Goldenen Zeit bedeutete. Ein Beweis für die Existenz der Hyperboreer, sind seiner Meinung nach, die den Neandertalern rassisch überlegenen Cro-Magnon-Menschen; allein die Arier hätten aber die Erinnerung an ihre Herkunft im Zeichen der „schwarzen Sonne“ bewahrt. Ihnen stellt er die Juden gegenüber, die durch eine Weltverschwörung versuchen würden, die Wiedererrichtung der hyperboreischen Herrlichkeit zu vereiteln. Im deutschsprachigen Raum werden diese antisemitischen Ausdeutungen des Mythos von Hyperborea von dem rechtsextremen Trivialschriftsteller Wilhelm Landig (1909–1997) und dem Rechtsesoteriker Jan Udo Holey (* 1967) weiterkolportiert.

### Nietzsche
Dem deutschen Philosophen Friedrich Nietzsche (1844–1900) galten die Hyperboreer als Symbol der Einsamkeit, der Erhabenheit und der geistigen Schönheit. In der Schrift Der Antichrist benutzt Nietzsche 1888 die Hyperboreer als Identifikationsvorlage, um seinen Stand jenseits der modernen Gesellschaft als „Unzeitgemäßer“ zu unterstreichen und seine Einsiedelei auszudrücken:

„Wir sind Hyperboreer, – wir wissen gut genug, wie abseits wir leben. […] Jenseits des Nordens, des Eises, des Todes – unser Leben, unser Glück… Wir haben das Glück entdeckt, wir wissen den Weg, wir fanden den Ausgang aus ganzen Jahrtausenden des Labyrinths. Wer fand ihn sonst? – Der moderne Mensch etwa? 'Ich weiss nicht aus, noch ein; ich bin Alles, was nicht aus noch ein weiss' – seufzt der moderne Mensch ... An dieser Modernität waren wir krank, – am faulen Frieden, am feigen Compromiss, an der ganzen tugendhaften Unsauberkeit des modernen Ja und Nein.“

Auf diese Weise unterstreicht Nietzsche, dass seine Philosophie eine Philosophie für Wenige ist.

### Fantasy
In der phantastischen Horror-Literatur von H. P. Lovecraft und anderen Autoren des Cthulhu-Mythos wird Hyperborea als vorzeitliche Zivilisation auf Grönland beschrieben (→ Thule-Mythos), die vor 750.000 Jahren ihre Blütezeit erlebte und über weite Teile Afrikas und Europas herrschte.
Ian Cameron (1924–2018) verfasste 1961 den Roman „Die Verlorenen“, den Disney 1974 als „Insel am Ende der Welt“ verfilmt hat. Auf dieser durch Vulkanismus erwärmten Insel in der Arktis leben noch Wikinger wie vor tausend Jahren in ihrer Stadt Astragard. 
In dem Fantasy-Film Sindbad und das Auge des Tigers (Großbritannien 1977) ist Hyperborea das Ziel der Reise.
In dem von Robert E. Howard erdachten Hyborischen Zeitalter, in dem die Abenteuer des Barbarenhelden Conan stattfinden, gibt es ein Land namens Hyperborea.
Im Roman Der Dunkle Turm von Stephen King wird der Junge Jake, eine der Hauptpersonen der Erzählung, von einem Buchhändler namens "Towers" mehrfach als "hyperboräischer Wanderer" bezeichnet. Möglicherweise handelt es sich hierbei um eine Reminiszenz an H.P. Lovecraft, ein erklärtermaßen großes Vorbild von King.

### Videospiele
Hyperborea kommt in den Computerspielen Rome: Total War und Indiana Jones and the Fate of Atlantis vor.

### Musik
Die Metal-Band Bal-Sagoth aus England erzählt in ihren Liedern oft von einem fiktiven Land namens Hyperborea. Als Vorbild fungiert die Darstellung aus Lovecrafts Cthulhu-Mythos.
Auch die deutschen Elektronik-Musiker Tangerine Dream veröffentlichten 1983 ein Album mit dem Titel Hyperborea.
Auf dem 1997 erschienenen Album Substrata des norwegischen Ambient-Musikers Biosphere findet sich ein Song namens Hyperborea, der Zitate aus der Serie Twin Peaks aufgreift.
Die US-amerikanische Nintendocore-Band Horse the Band veröffentlichte 2007 das Album A Natural Death, dessen erster Song den Namen Hyperborea trägt.